# Kristian Gestrin
Lars Olof Kristian Gestrin, född den 10 april 1929 i Helsingfors, död den 7 april 1990 i Helsingfors, var en finländsk jurist och politiker för Svenska folkpartiet.

## Biografi
Gestrin var utbildad jurist och hade sin civila verksamhet inom bankvärlden. År 1979 blev han koncernchef i Helsingfors sparbank.
År 1962-1969 satt han som representant för Helsingfors stad i Riksdagen för Svenska folkpartiet och var partiets ordförande 1973 – 74. Under pågående fraktionsstrider inom partiet på 1960-talet var han den liberala falangens främste företrädare.
Gestrin innehade under 1970-talet flera poster i Finlands regering. Han var således försvarsminister 1970–1971 och 1972–1974, handels- och industriminister 1974–1975, justitieminister 1975–1977 och undervisningsminister 1977–1978. Han var känd som en principfast och orädd politiker som hade lag och rätt som rättesnöre, och ansågs vara en av de få politiker som vågade trotsa Urho Kekkonen.
Kristian Gestrin är far till riksdagsledamoten Christina Gestrin.